# Abtei Saint-Pierre (Moissac)

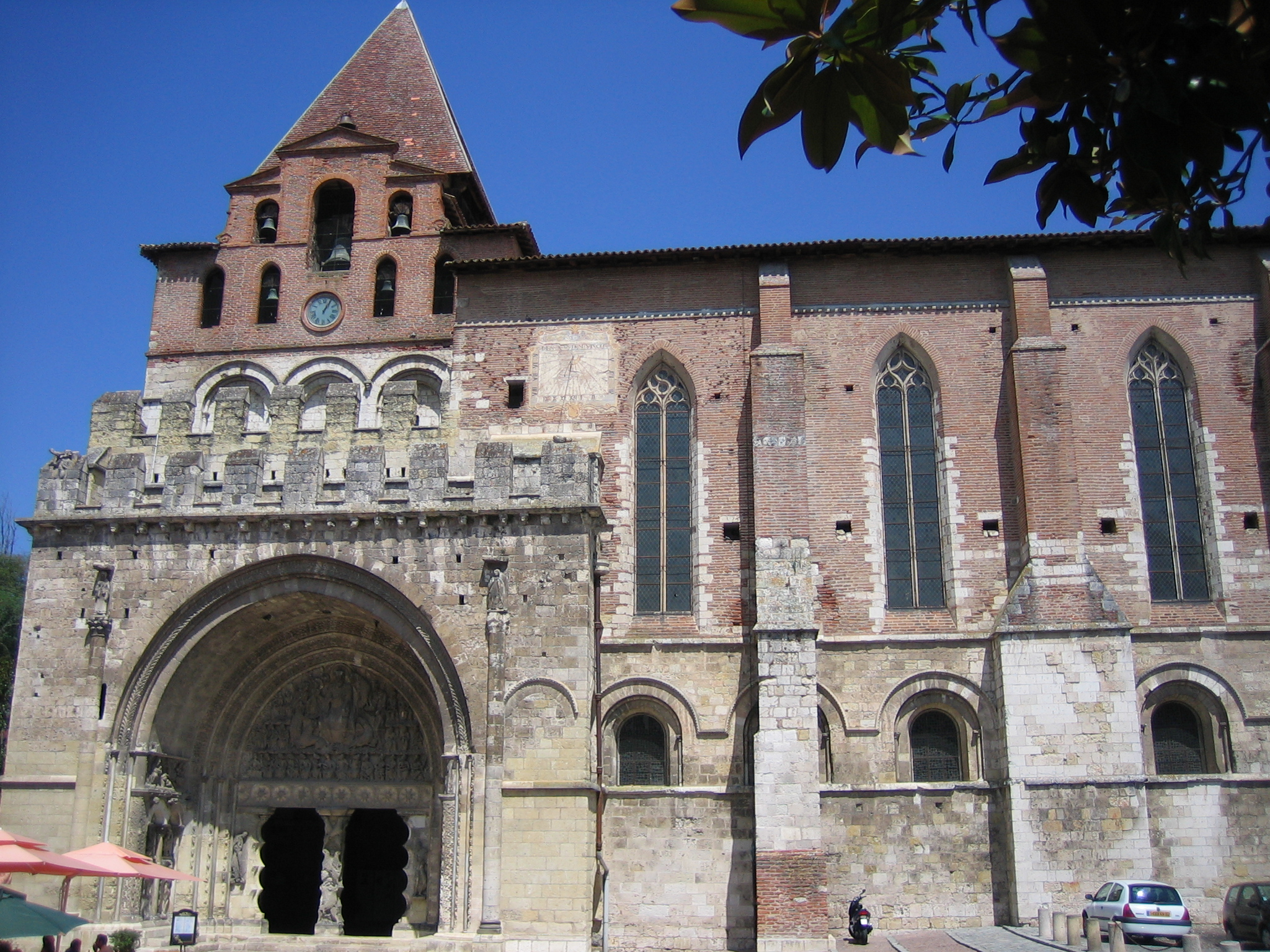
Abteikirche von Süden

Die  Abtei Saint-Pierre (Moissac) ist eine ehemalige Benediktinerabtei in dem französischen Ort Moissac im Département Tarn-et-Garonne (Region Okzitanien).
Von den Gebäuden der Abtei erhalten sind die Kirche mit dem Glockenturm und der nördlich an das Kirchenschiff anschließende Kreuzgang. Das Untergeschoss des Turms birgt überragende Zeugnisse romanischer Plastik und Architekturgeschichte. Die Chronik von Moissac, heute in der Bibliothèque nationale de France in Paris, umfasst als ältesten Bestandteil die besterhaltene Abschrift der Fränkischen Reichsannalen und ist damit auch für die deutsche Geschichte von Bedeutung. Seit 1998 ist die Abtei als Teil des Weltkulturerbe der UNESCO „Jakobsweg in Frankreich“ ausgezeichnet.

## Baugeschichte und Architektur der Kirche

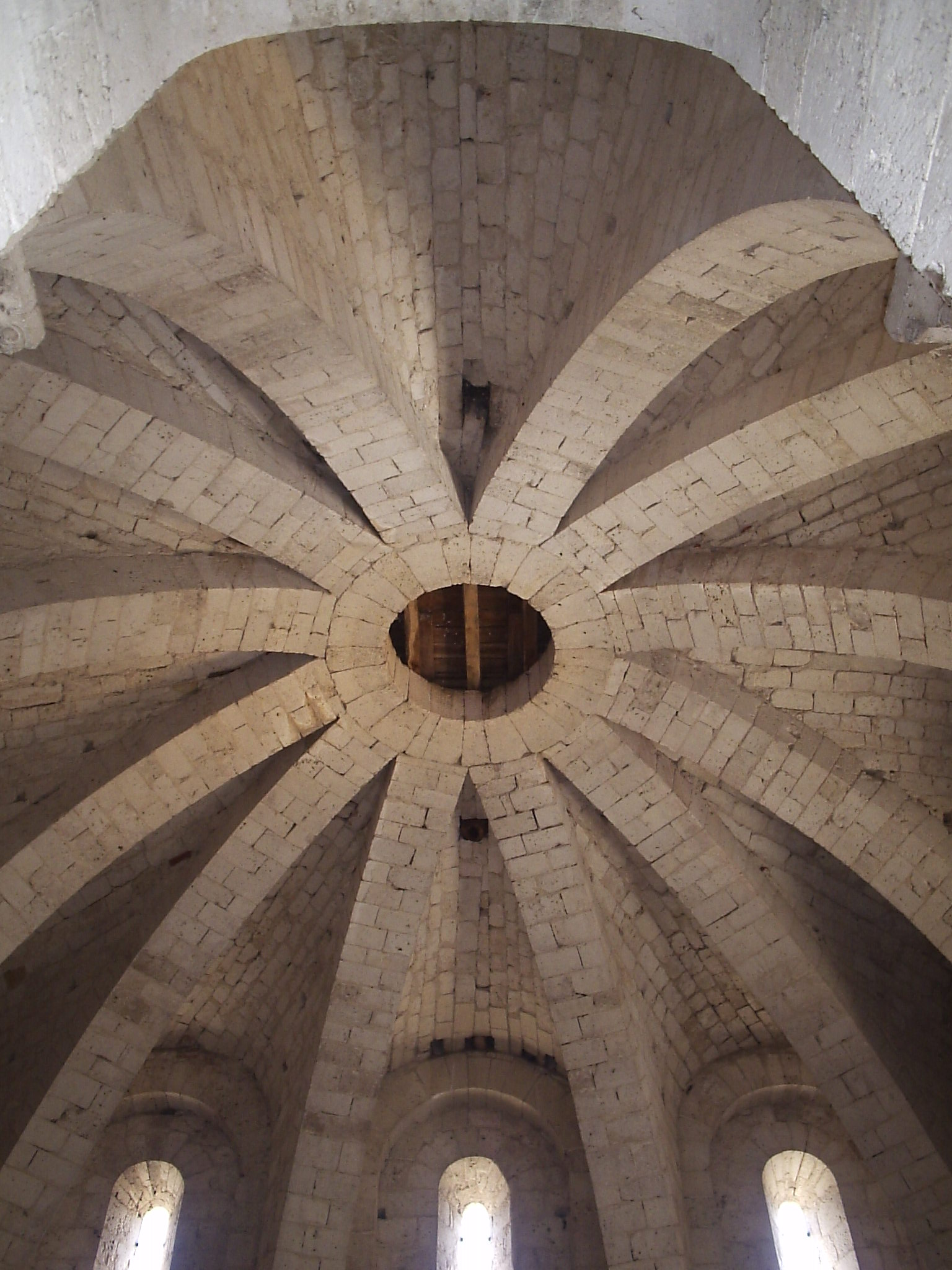
Rippenkuppel im Glockenturm

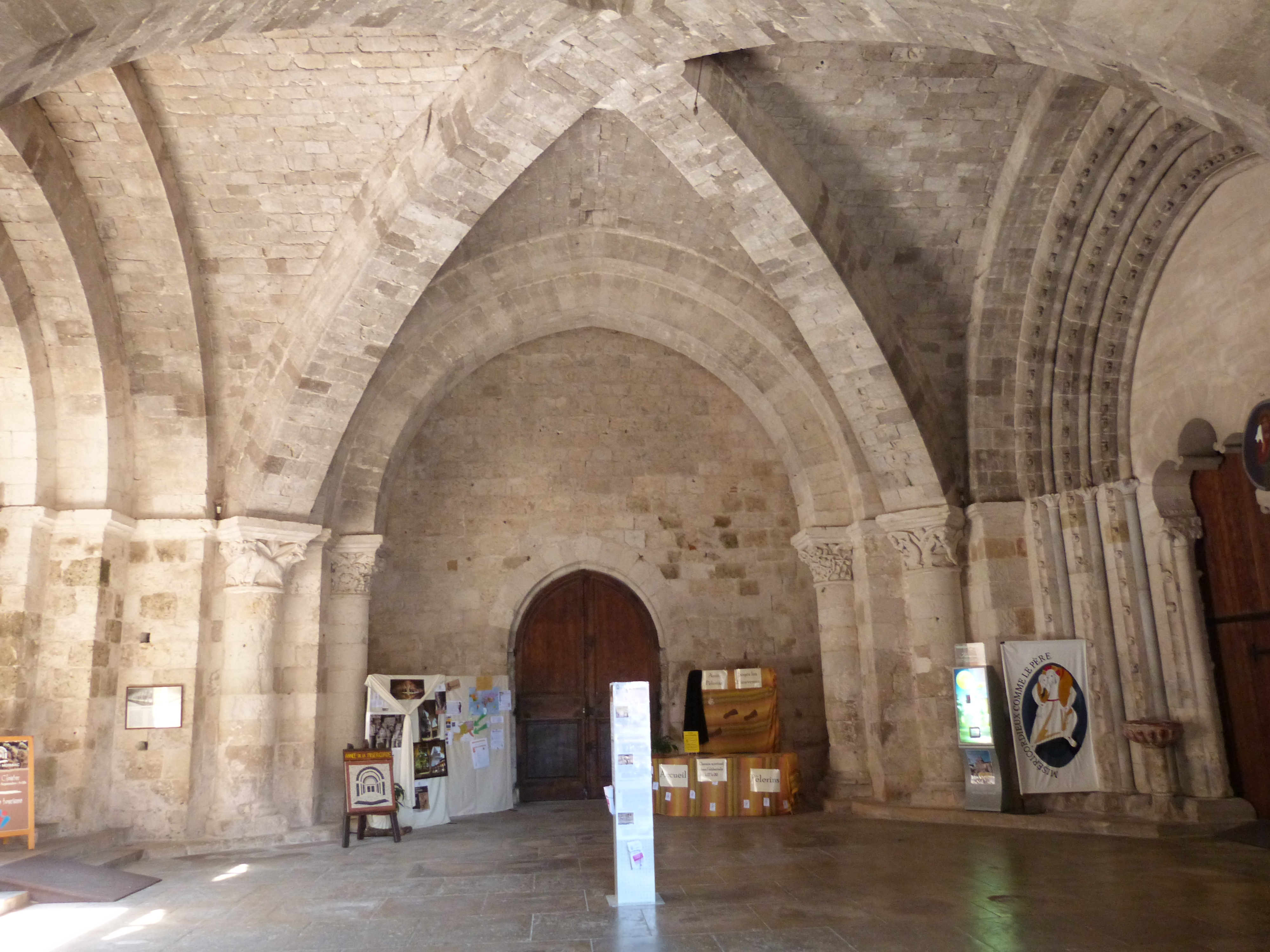
Rippengewölbe des Narthex, plump aber schon spitzbogig

Von der ab dem letzten Viertel des 11. Jahrhunderts errichteten romanischen Kirche ist nur noch die Basis des Glockenturms erhalten. Ihr Innenraum ist mit einer der ersten Rippen-Kuppeln des christlichen Abendlandes überwölbt.
Eindeutig spitzbogig ist das Kreuzrippengewölbe des Narthex (Vorraums). Eine große Publikumsattraktion ist das Tympanon des Hauptportals an der Südseite, ebenfalls spitzbogig, während in Cluny III alle Fenster und Portale der ersten Bauphasen noch runde Bögen hatten.
Kurz nach der Belagerung und Einnahme der Stadt durch ein englisches Heer wurde die romanische Kirche 1188 bei einem Stadtbrand zerstört. Erst etwa hundert Jahre später begann der Wiederaufbau, nun in gotischem Stil und in Backstein, und dauerte in mehreren Bauphasen bis weit ins 15. Jahrhundert. Die Längswände sind durch romanische Arkaden in zwei Etagen gegliedert. In den unteren Wandteilen dominiert das romanische Werksteinmauerwerk. Der schon vor dem Brand gotische Chor besteht auch in den oberen Bereichen noch aus Werkstein.

## Portal
Das Portal ist mit zahlreichen Reliefszenen geschmückt und gilt daher als bedeutendstes Zeugnis romanischer Bildhauerkunst in Südwestfrankreich.

### Tympanon

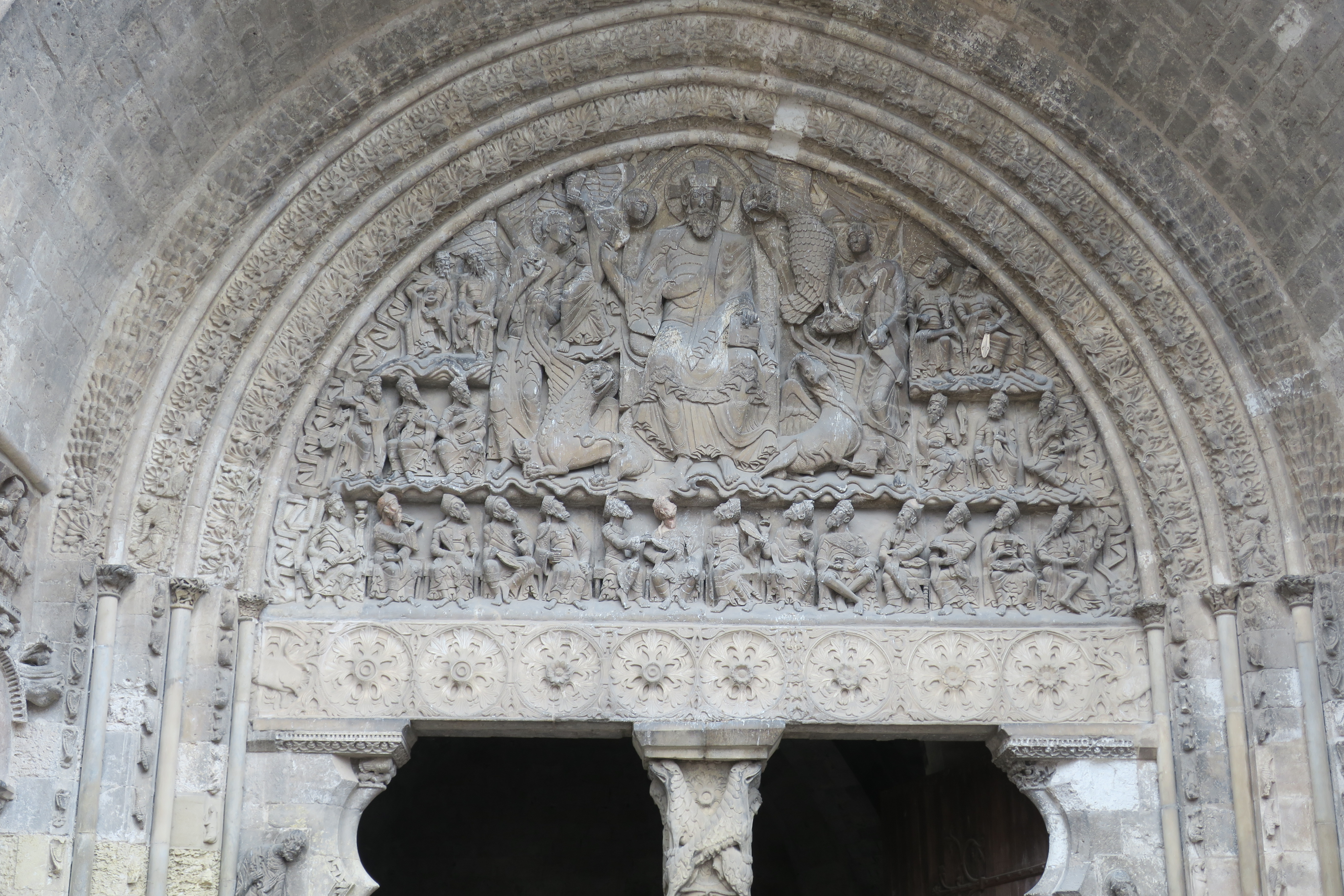
Spätromanisches Tympanon

Das Tympanon wird auf 1120/30 datiert und ist damit eines der ältesten figürlichen Tympana überhaupt. Getragen wird es von dem Trumeaupfeiler in der Mitte des Eingangs. An den Seitenwänden der Portalvorhalle befinden sich weitere Relieffiguren. Die Portalanlage gehört mit denjenigen von Beaulieu-sur-Dordogne, Conques, Vezelay und Autun zu den Meisterwerken der romanischen Bildhauerei in Frankreich. Für die Beschreibung des Kirchenportals in Umberto Ecos Roman „Der Name der Rose“ von 1980, in dem Eco seinen jugendlichen Helden Adson von Melk in Betrachtung der dämonischen Bilder des Portals in eine Art religiöse Vision verfallen lässt, diente Moissac als Vorbild. Bei der Verfilmung des Romans von Eco im Jahr 1986 durch Jean-Jacques Annaud diente das Portal von Moissac ebenfalls als Vorbild für das Portal der im Film gezeigten Klosterkirche, die ab Mitte 1985 auf einem Hügel bei Prima Porta, einer Vorstadt von Rom, nach Entwürfen Dante Ferrettis errichtet worden war.
Im Tympanon von Moissac ist die Vision des Johannes in der Offenbarung dargestellt. „In der Mitte thront Christus in der Mandorla. Die Majestas Domini, die Herrlichkeit des Herrn, wie dieses zentrale Motiv heißt, ist auch hier vom Tetramorph umgeben, die ihrerseits flankiert sind von zwei Engeln mit Schriftrollen direkt neben, zum Teil hinter den Tieren, und schließlich von den 24 Ältesten, jeweils zwei im oberen Register, je drei in dem darunter und die anderen unter dem ‚gläsernen Meer‘, den Wellen zu Füßen des Erhabenen. Der seltsame, aus Bestienmäulern wachsende Mäander am Rand des Bogenfeldes wird als Heraklesband gedeutet, als Fessel des Höllenhundes Cerberus.“ Unterfangen wird das Tympanon vom Türsturz mit Blütenrosetten. Sie werden als „Feuerräder“ gedeutet, die das höllische Feuer der Apokalypse symbolisierten oder in ihrer Rotation ein Sinnbild der ewigen göttlichen Kraft seien.
Es fällt als stilistisches Merkmal dieses großen Reliefs der starke Bewegungsgestus der Figuren auf – ganz im Gegensatz zu den statisch-ruhigen an den Fassaden der Provence. Hinzu kommt, dass die vier Symboltiere und die überschlanken Engel teilweise dramatisch verdreht sind. Auch die Haltung der 24 Ältesten ist die einer erregten Aufmerksamkeit.
Der Kopf des Christus strahlt dagegen eine ruhige, entschlossene Würde aus. Sein Bart ist in sorgfältige schmale Bahnen gelegt.

### Gewände

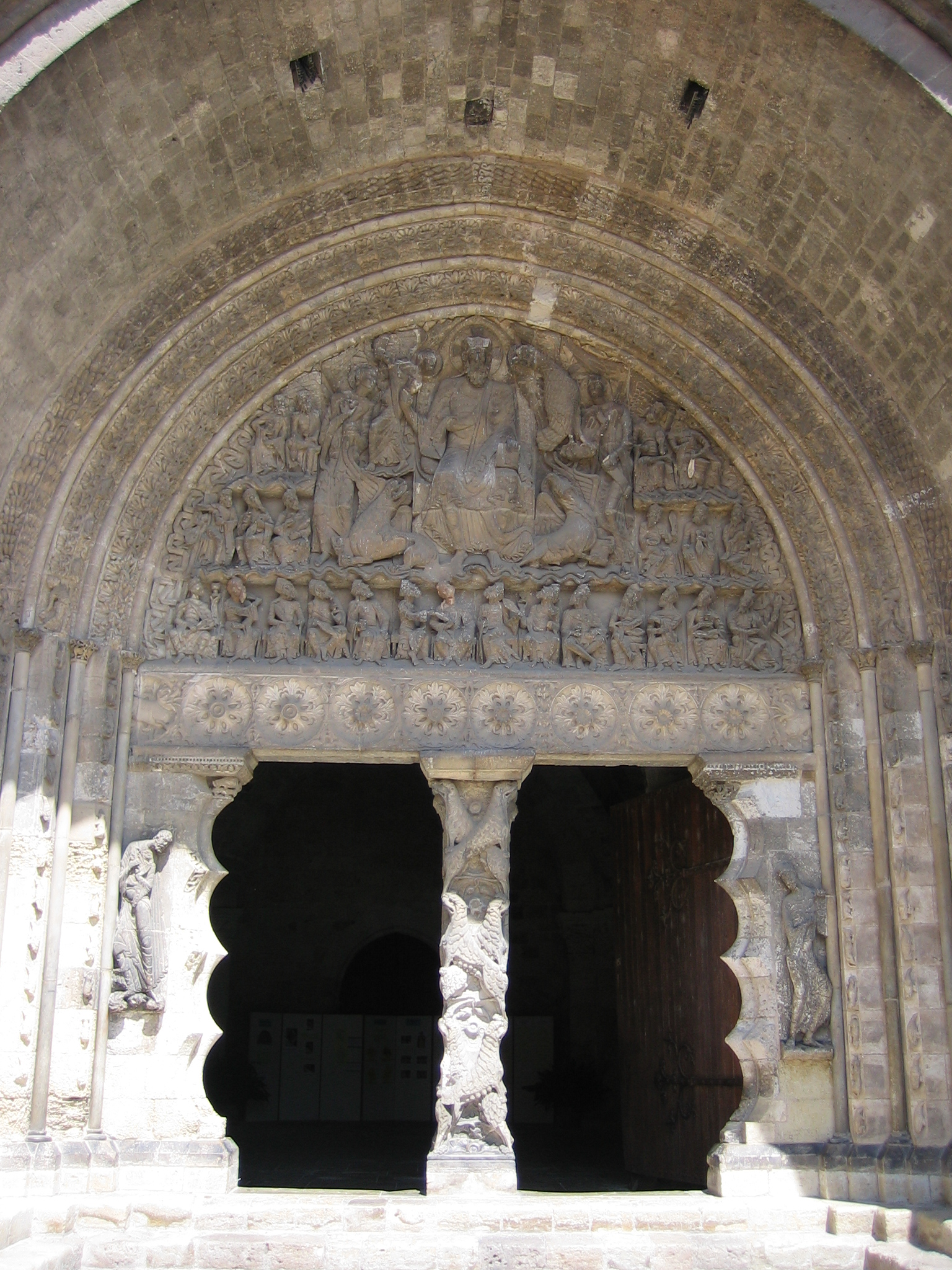
Spätromanisches Hauptportal

In den Gewänden dieser riesigen Portalanlage ist die Entwicklung zum sogenannten Stufenportal entschieden weiter getrieben worden. Ein Stufenportal ist ein Portal, bei dem sich die Gewände von innen nach außen in Stufen verbreitern und in den Stufen Platz geschaffen wird für Säulen. Auf diese Weise wird die ehemals flächige Portalwand allmählich zum eingetieften Raum. Die Seitenwände werden in die plastische Gestaltung miteinbezogen. Was mit einer schlichten Tür begonnen hat, wird zu einer großen dramatischen Empfangssituation.
Wegen der großen Spannweite des Portalbogens ist aus statischen Gründen eine Unterstützung des Tympanons durch einen Mittelpfeiler, den sogenannten Trumeaupfeiler, nötig.

### Einzelne Szenen

#### Verkündigung und Heimsuchung
Hauptthema der gesamten Anlage ist die Parusie, die zweite irdische Erscheinung Christi als Richter des Jüngsten Gerichts. In der Seitenwand rechts finden sich jeweils die Zweiergruppen der Verkündigung und der Heimsuchung, also zwei Szenen vor der Geburt Christi. Hier haben wir die gleichen erregt überlängten Figuren wie im Tympanon.
Deutlich ist zu erkennen, dass – wie immer bei großen Portalanlagen – nicht nur ein Künstler verantwortlich ist, sondern mehrere. Die rechte Gruppe der „Heimsuchung“ ist deutlich bewegter und elegant-fließender gestaltet als die eher statische Gruppe links. Auch die Gewandfaltung ist deutlich unterschieden.

#### Anbetung
Die beiden kleineren Szenen, die sich im selben Wandfeld befinden, beziehen sich aufeinander, sie gehören zusammen, werden aber durch die Säule getrennt. Beide bilden die „Anbetung“: links die drei Weisen aus dem Morgenland, rechts Maria mit dem Kind. Diese Szene wird auch als die erste Parusie Christi bezeichnet, sein erstes Erscheinen auf Erden als menschliches Wesen im Gegensatz zur zweiten Parusie nach seinem Tod als Richter des Jüngsten Gerichts.

#### Flucht nach Ägypten und Darstellung im Tempel
Der schmale Steifen über dem doppelten Bogenfeld zeigt drei verschiedene Szenen. Ganz links ist die Stadt Sotine und der Sturz der Idole dargestellt, eine mittlerweile kaum mehr bekannte Geschichte, dann die Flucht nach Ägypten im Zentrum und rechts die Darstellung im Tempel in einem unglaublich gut erhaltenen Zustand, vor allem, wenn man diese Szene mit dem heutigen Aussehen der Großplastiken darunter vergleicht. Sämtliche Gewandfalten, alle Bewegungsgesten und Gesichter dieser Gruppe sind seit 1120 unbeschädigt geblieben.

#### Geiz/Habsucht
Die Zweiergruppen auf der anderen Gewändeseite haben einen vergleichsweise schlechteren Erhaltungszustand. Hier sind die Sünden und Laster dargestellt. Man sieht eine von einem kleinen Teufel wortwörtlich besessene Figur, die den Geiz oder die Habsucht, die avaritia darstellt. Der Geldbeutel um den Hals der Figur weist sie aus.

#### Völlerei
Die berühmte rechte Zweiergruppe stellt eine andere Todsünde dar. Von den beiden Figuren weist die teufelsähnliche Gestalt links einen prallgefüllten Bauch auf, darüber aber die bloßen Rippen. Bei der weiblichen Gestalt rechts hat der Bildhauer zu einem ähnlich drastischen Motiv gegriffen. Hier gehen die Brüste nach unten in Schlangen über, die sich gegen den eigenen Körper wenden. Eine Kröte greift ihr Geschlechtsteil an. Hier wird also die Sünde der Wollust (luxuria) verurteilt.

#### Stolz, Habsucht, Unkeuschheit
Diese unmittelbare Verbindung von Habsucht und Unkeuschheit auf dieser Seite ist in vielen romanischen Bildprogrammen Südfrankreichs verbreitet.
In der Kritik an der Habsucht sehen manche Interpreten das Unbehagen an einer großen gesellschaftlichen Veränderung der Zeit: Die moralischen Probleme, die durch den zunehmenden Geldverkehr entstanden.

#### Die Hölle und der Tod des Geizigen
Die oberen kleinen Szenen – noch innerhalb des Rundbogens – sind links die leider schwer beschädigte Darstellung der Hölle und rechts daneben – besser erhalten – der Tod des Geizigen. Der Leichnam des Geizigen liegt in einem plastisch sorgfältig dargestellten Bett, während zu seinen Füßen ein Teufel mit seinem Sack voll Geld abzieht als Hinweis darauf, dass man Geld nicht über den Tod hinaus behalten kann. Hier argumentiert die Kirche also sinngemäß, dass ihr Einflussbereich über den Tod hinausgeht, der des Geldes aber nicht. Vor dem Bett kniet die Gattin, die den Tod ihres Gatten beklagt. Sein Vermögen hat ihn nicht davor bewahren können, nach dem Tod in die Hölle zu fahren. Seine Seele, die gerade sinnbildlich aus seinem Mund herauswill, wird sofort von einem Teufel ergriffen.

#### Geschichte des Lazarus
Die Relieftafel darüber führt in etwa das Thema des Geizes weiter, indem die Geschichte des Lazarus erzählt wird. Ganz rechts ist die Szene des Gastmahls des Reichen in Gegensatz gesetzt zum Tod des Lazarus in der Mitte. Die Szene ganz links zeigt Lazarus in Abrahams Schoß, wie es der Gleichniserzählung von Jesus entspricht aus dem 16. Kapitel des Lukas-Evangeliums, auf das sich diese Darstellung bezieht.

### Trumeaupfeiler
Damit ist das plastische Programm dieser Portalanlage noch nicht erschöpft. Der Pfeiler in der Mitte, der so genannte Trumeaupfeiler, der das große Tympanon stützt, ist vielschichtig mit ausdrucksgesteigerten Gestalten regelrecht umzogen.

#### Löwen
Auf der Vorderfläche sind in drei Etagen übereinander sich jeweils überkreuzende Löwen dargestellt, weshalb ein solcher Pfeiler auch Bestienpfeiler genannt wird.
Dieser Bestienpfeiler von Moissac steht ebenfalls am Anfang der Entwicklung dieses Typus. Gemäß der Offenbarung sind es jeweils ein Löwe und eine Löwin.

#### Apostel Paulus
Die linke Innenfläche des Pfeilers trägt die extrem gelängte Figur des Apostels Paulus, erkennbar an seinem Buch. Der in der Breite äußerst beschränkte Raum dieses Pfeilers hat hier zu einer Gestaltung geführt, die wegen ihrer Neuheit als stilistisches Vorbild auch bei solchen Darstellungen der Nachfolgezeit wirksam wurde, die mehr Platz zur Verfügung hatten. Was hier wahrscheinlich aus der Not heraus geboren wurde, wurde später ein Stilprinzip. Paulus gegenüber erscheint am Türpfosten der Apostel Petrus.

#### Prophet Jeremias
Auf der anderen Seite des Portals steht der Prophet Jeremias. In ihm kann man unschwer das lang gestreckte Vorbild für den berühmten Jesaias von Souillac erkennen. Obwohl diese ganzen Gestalten verhältnismäßig flach sind und der Kontur des Trumeaupfeilers angepasst, offenbaren diese Propheten doch in ihrer lebhaften Bewegung das Gefühl innerer Erregung wie beim darüber liegenden Tympanon. Mit äußerster Sorgfalt hat der Bildhauer nicht nur ein absolut neues Motiv in die Geschichte der Plastik eingebracht, sondern auch gleich einen Höhepunkt in der künstlerischen Technik erreicht. Jeremias gegenüber erscheint am Türpfosten der Prophet Jesaias.

## Ausstattung  der Kirche
An der rechten Wand hängt ein gotisches Astwerkkreuz aus dem 13. Jahrhundert mit einer romanischen Skulptur des Gekreuzigten aus der ersten Hälfte des 12. Jahrhunderts.
Im Chor befindet sich eine Altaranlage im Renaissancestil.

## Kreuzgang

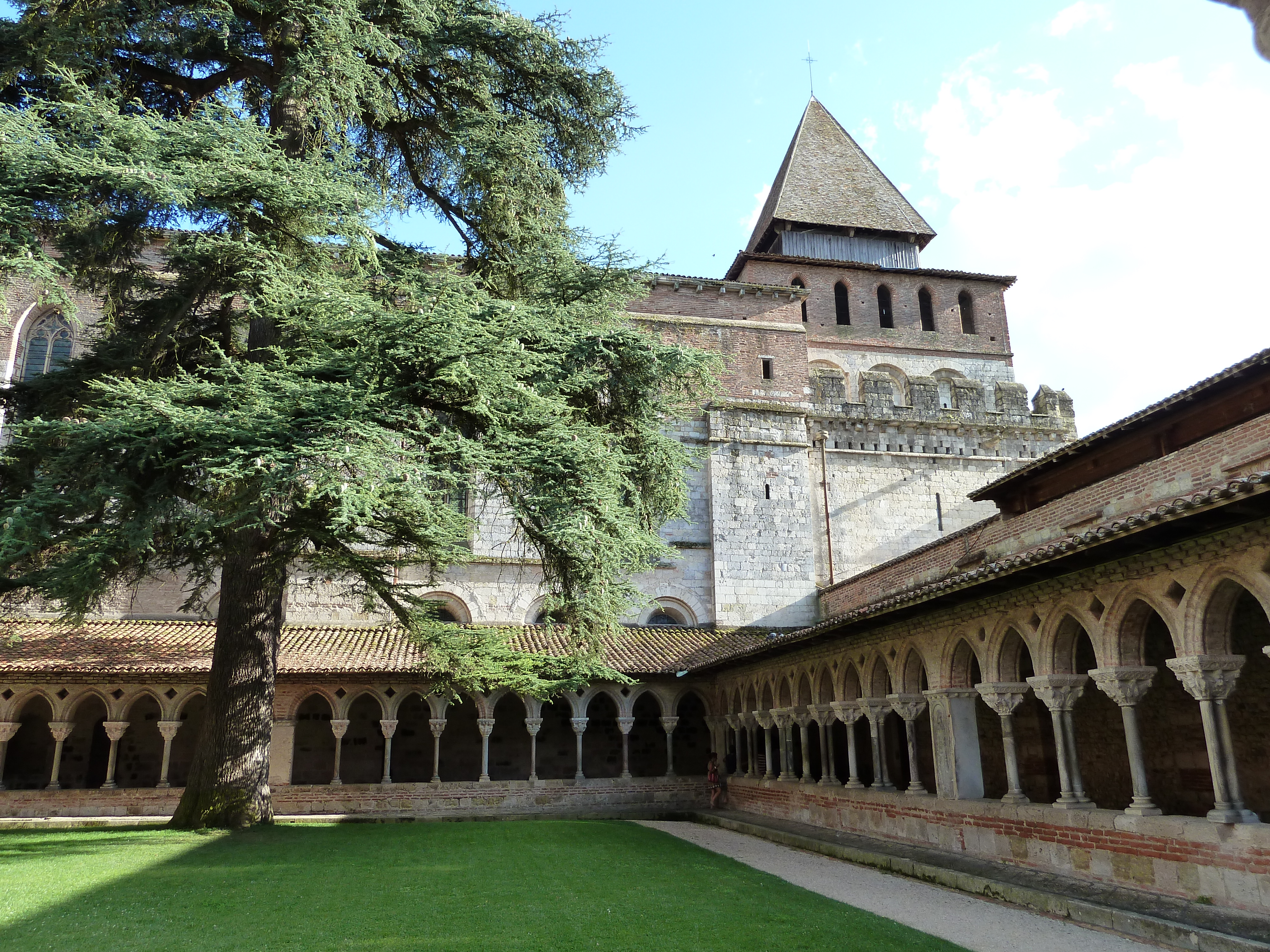
Kreuzgang, Kirche, Turm

Der Kreuzgang erstreckt sich vor der gesamten Nordseite des Kirchenschiffs und erinnert mit seiner Größe an die ehemalige Bedeutung dieser Abtei. Mit seinen zehn Marmorreliefs an den Eckpfeilern und seinen ehemals 88 Kapitellen ist er nicht nur einer der umfassendsten, ältesten und schönsten in Frankreich, sondern zugleich der größte und am reichsten ausgestattete Kreuzgang der gesamten Romanik.
Er wurde zwischen 1059 und 1131 errichtet, wohl im Jahr 1100, denn der Mittelpfeiler mit dem Relief des Abtes ist auf das Jahr 1100 datiert. Der Kreuzgang ist also etwas älter als das Portal. Insgesamt kann man hier 76 erhaltene Kapitelle und zehn Großreliefs besichtigen. Eine in sich geschlossene Thematik ist dabei nicht ablesbar – die dargestellten Themen sind im Gegenteil sehr vielschichtig. Außerdem wurde beim Wiederaufbau des Kreuzgangs im 13. Jahrhundert nach der Zerstörung 1212 die ursprüngliche Anordnung nicht beibehalten.
Die Kapitelle der Säulen zeigen eine umfangreiche Sammlung von Szenen und Figuren des Alten und des Neuen Testaments sowie den Taten und Leiden der Heiligen. Wie nachgewiesene Farbspuren zeigen, waren zumindest teilweise farbig gefasst.

Bilder
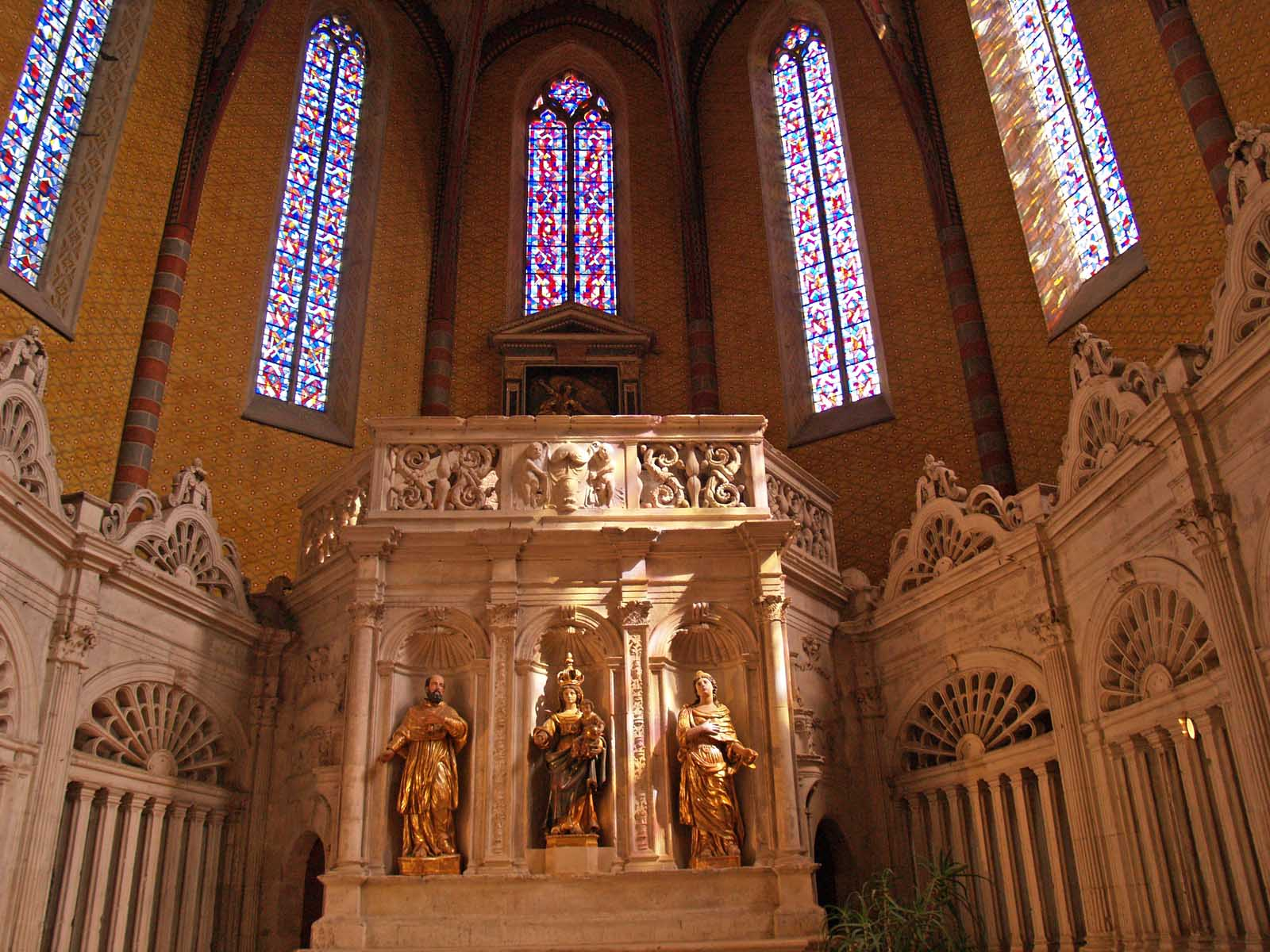
Chor
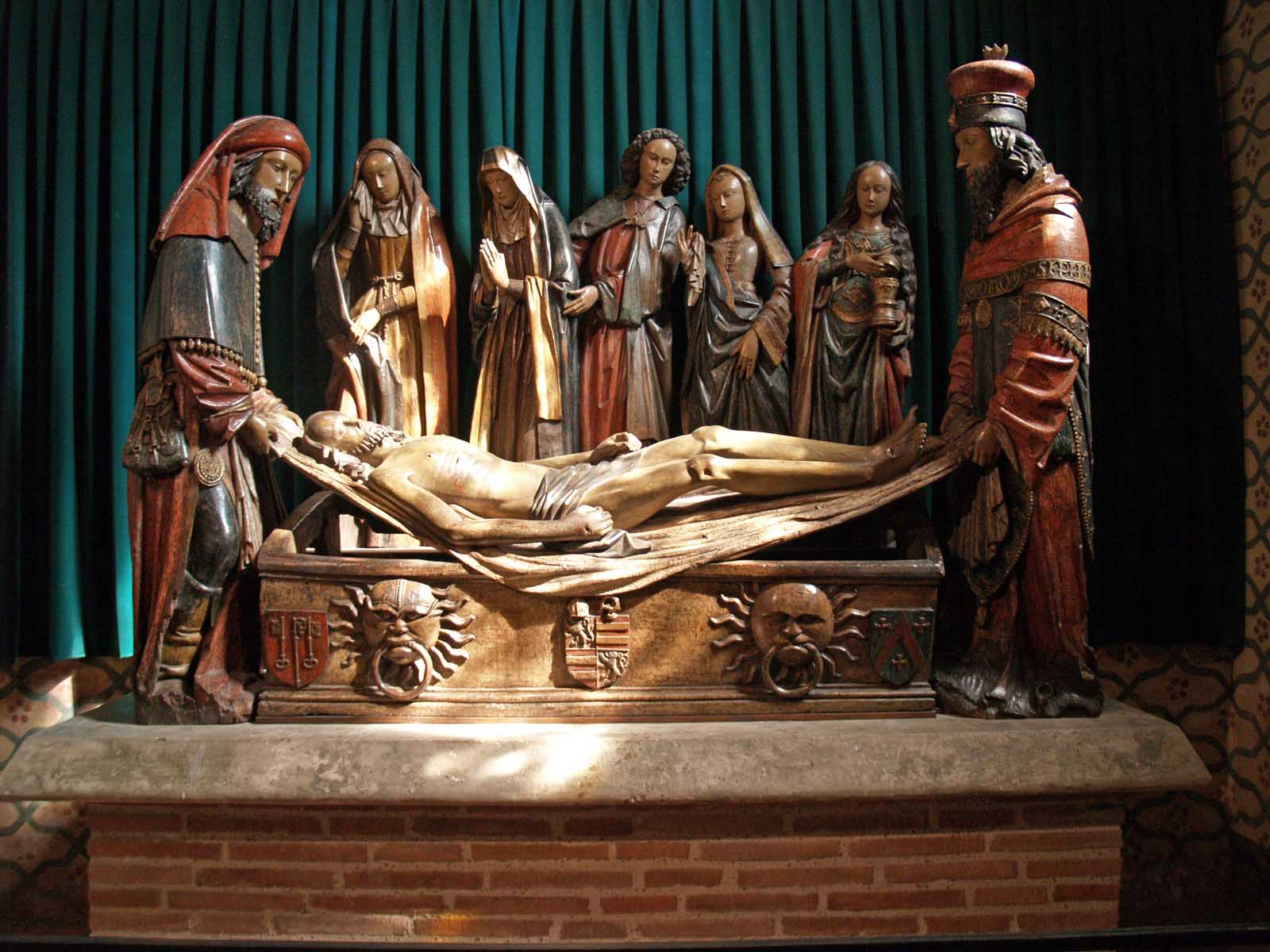
Grablegung Christi, zwischen 1449 und 1503 (Abt Pierre de Carmaing oder Abt Antoine de Carmaing)
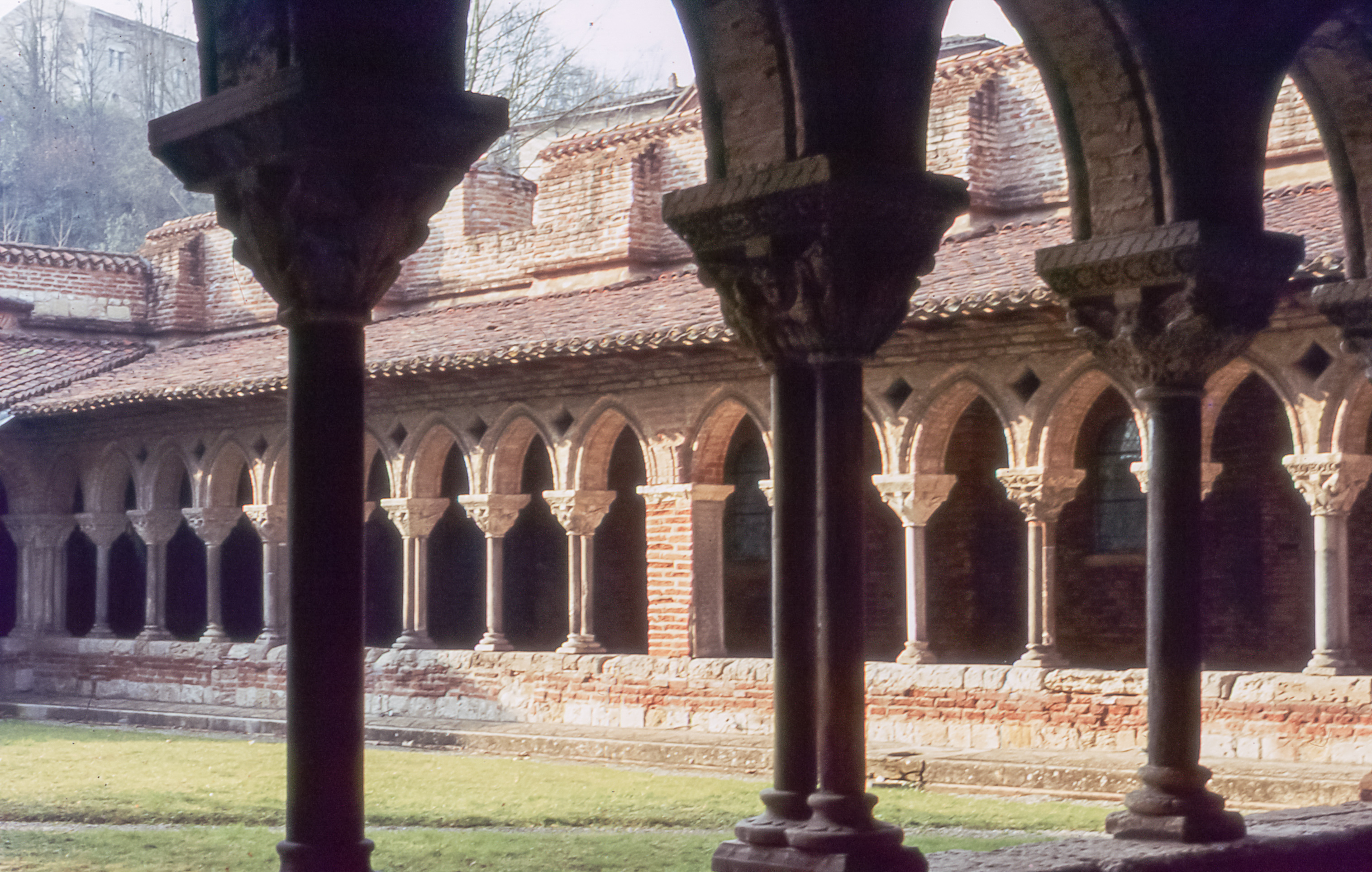
Arkade des Kreuzgangs
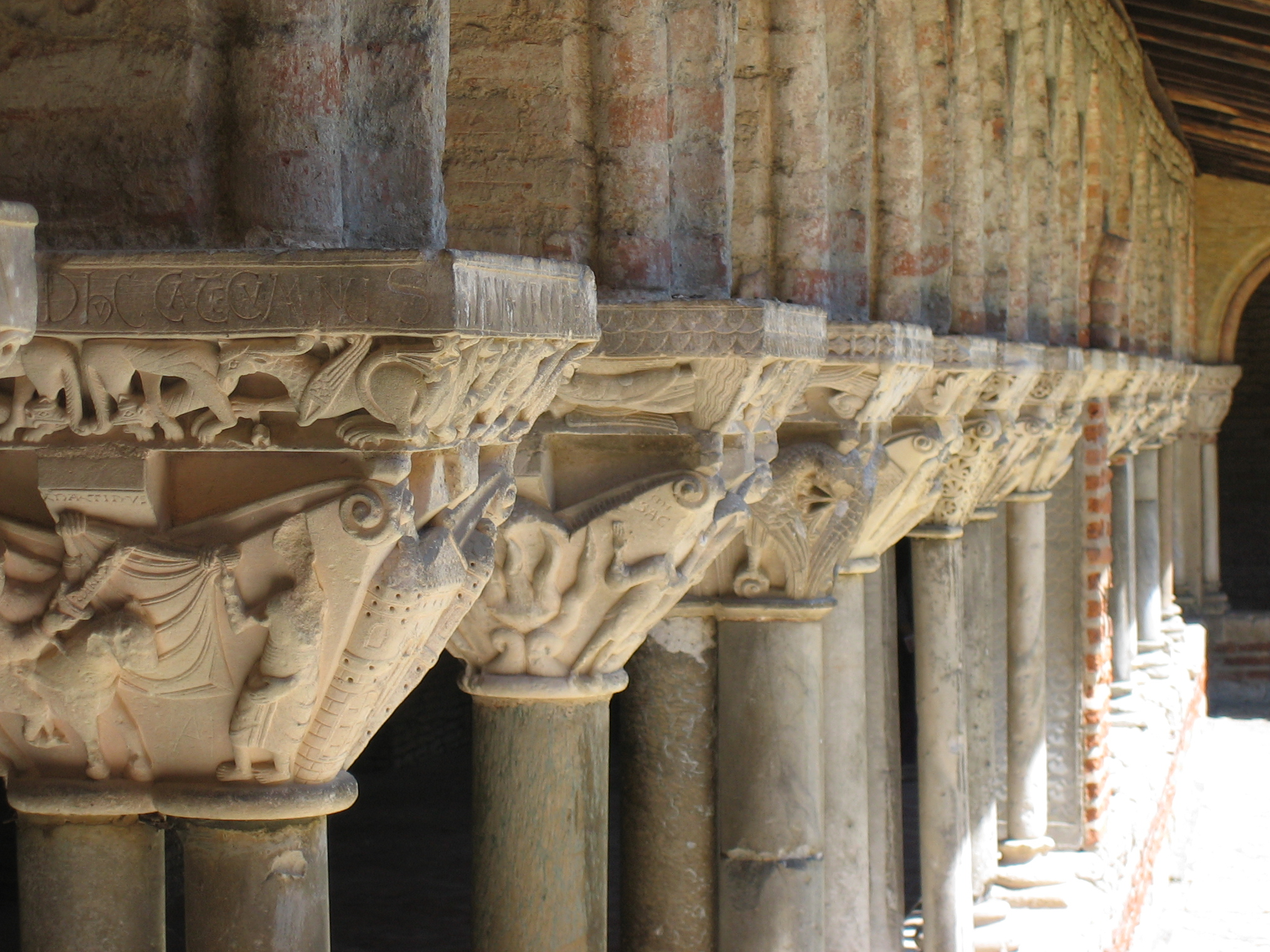
Kapitelle des Kreuzgangs